# NGC 5945
NGC 5945 (również PGC 55243 lub UGC 9871) – galaktyka spiralna z poprzeczką (SBab), znajdująca się w gwiazdozbiorze Wolarza. Odkrył ją 12 czerwca 1880 roku Édouard Jean-Marie Stephan. Jest to galaktyka z aktywnym jądrem typu LINER.